# Chris Potter
Chris Potter (1. januar 1971 i Chicago, Illinois) er en amerikansk saxofonist og komponist.
Potter hører til nutidens store jazzsaxofonister. Han spillede sit første professionelle job som 13 årig, og fik hurtigt et ry omkring i USA
Han har spillet med Paul Motian, James Moody, Mike Mainieri, Ray Brown, Steve Swallow, Red Rodney, Dave Holland, John Scofield, Jack DeJohnette, Brad Mehldau, Brian Blade etc.
Potter har indspillet en del plader med egne grupper. 